# Dišeča metlika
Dišeča metlika (znanstveno ime Dysphania ambrosioides, prej Chenopodium ambrosioides) je zdravilno zelišče iz družine ščirovk, ki izvira iz Centralne in Južne Amerike. 

## Opis
Dišeča metlika je do 1,2 m visoka rastlina, ki ima pokončno in razvejano steblo iz katerega poganjajo enostavni, suličasto okroglasti krpasti ali ostro zobati listi. Ti so poraščeni z žlezastimi dlačicami, dosežejo pa dolžino do 12 cm. 
Cvetovi so rumenkasti, zbrani pa so v klobčičasta socvetja, ki poganjajo iz zalistij ter se združujejo v velike metlice. V Sloveniji dišeča metlika cveti od junija do septembra. 

## Razširjenost in uporabnost
Iz svoje domovine se je dišeča metlika razširila po vsej Severni Ameriki in Evropi, kjer je ponekod postala invazivna vrsta.
V eteričnem olju dišeče metlike se nahaja tudi strupen askaridol, ki lahko v prevelikih količinah povzroči vznemirjenost, bljuvanje, omedlevico, v skrajnih primerih pa tudi nezavest, gluhost ter smrt.
Kljub temu je dišeča metlika tudi zdravilna rastlina, katere cvetove in plodove se nabira od junija do konca septembra. V ljudskem zdravilstvu se z dišečo metliko odganja črevesne parazite, v Južni ameriki pa z njo zdravijo tudi malarijo, katarje in astmo.